# Ludwig Hupfeld

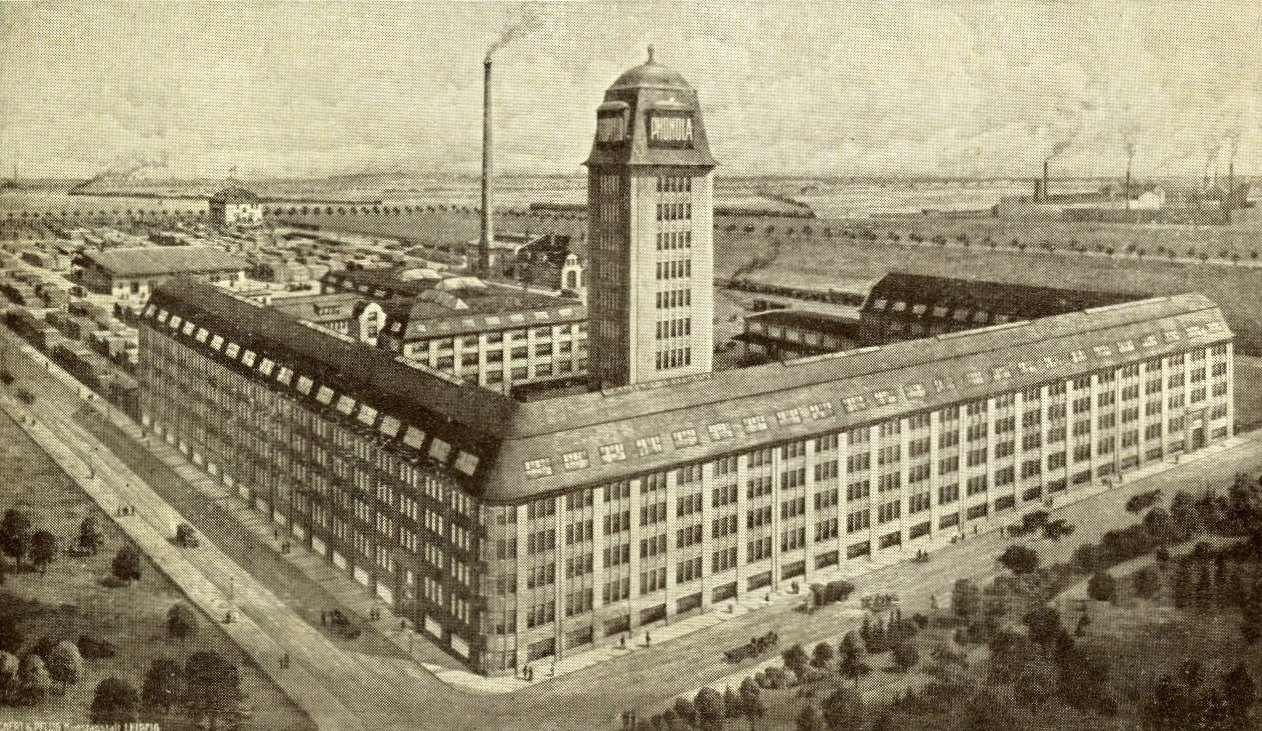
Ludwig Hupfeld, fàbrica del 1911 a Böhlitz-Ehrenberg, Leipzig

Ludwig Hupfeld (26 de novembre de 1864 - 8 d'octubre de 1949) era un industrial i fabricant d'instruments musicals.

## Vida i feina

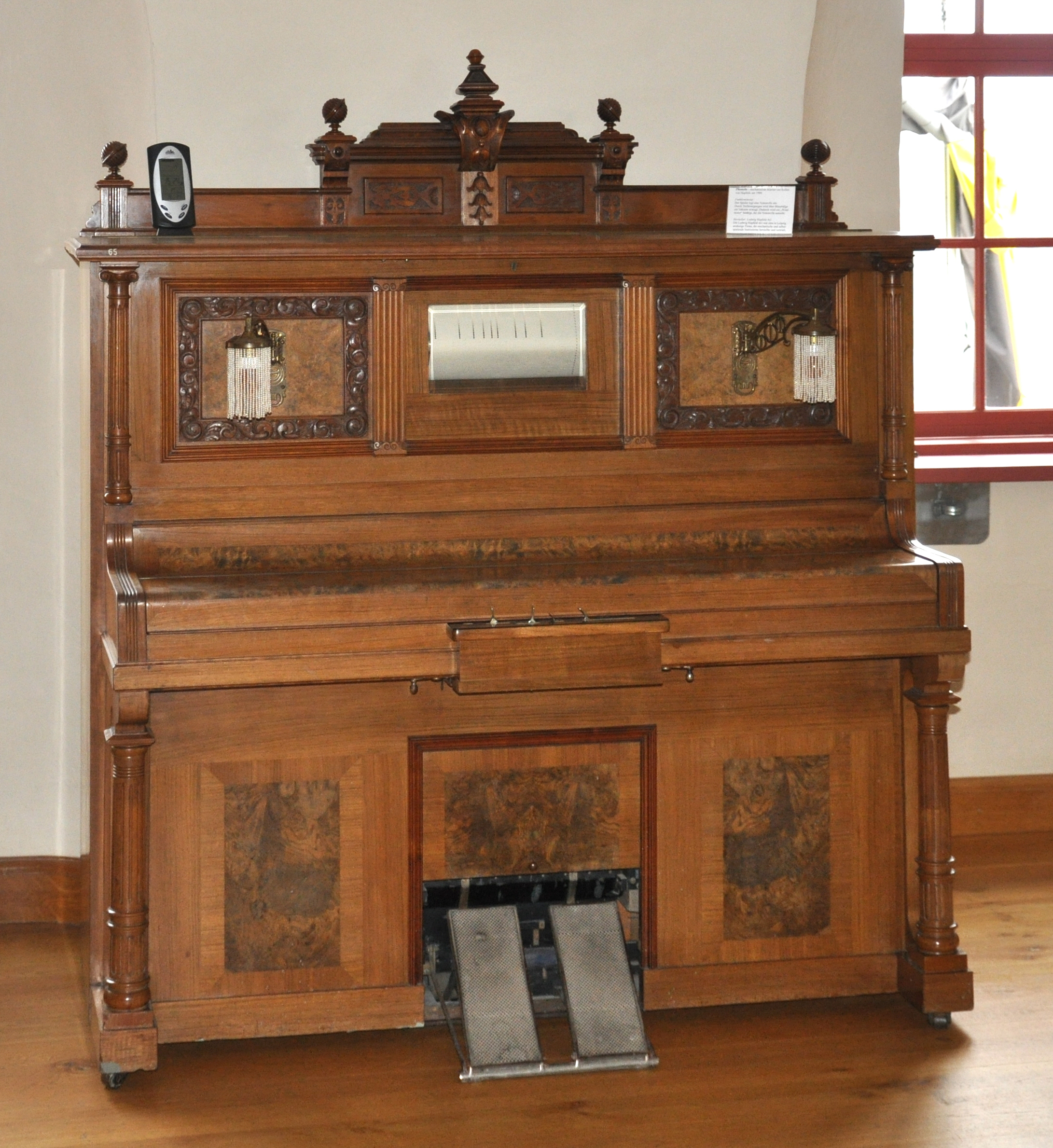
AG Phonola, Ludwig Hupfeld, 1900 (Castell Voigtsberg a Oelsnitz / Vogtland.)

Hupfeld va néixer a Maberzell (ara Fulda, a Hesse), Alemanya. Anà a l'Escola de Gramàtica Reial de Fulda i va iniciar la formació comercial a Colònia.
El 1892 va adquirir l'empresa comercial de música J. M. Grob & Co., establerta a Leipzig que era al principi una botiga de música i fabricava instruments mecànics, iniciant llavors la seva producció sota el nom de Hupfeld Musical Instrument Words. Quan l'empresa va ser convertida en corporació el 1904, el nom tornà a canviar a Ludwig Hupfeld AG. El 1911, l'empresa es traslladà a Leipzig, a una fàbrica gran de Böhlitz-Ehrenberg. Passats els anys, Hupfeld comprà diverses empreses de construcció. L'any 1918 compartí fàbrica amb Pianofabriek Carl Rönisch, a Dresden. El 1920 es va fer càrrec de l'empresa A.H. Grunert, i el 1926 es fusionaria amb Gebr. Zimmermann. El 1949 formaria VEB Deutsche Piano Union i des de l'any 1990 s'estableix com a Leipziger Pianofortefabriek construint pianos Hupfeld (fàbrica) i Rönisch.
Un dels productes més populars que construí el 1902 va ser el piano automàtic "Phonola American", contrapunt de la pianola. Hupfeld va tenir èxit el 1908 amb piano reproductor DEA, que més tard es diria Triphonola. El violí mecànic Violina, un orchestrion, malgrat tenir un disseny enginyós, va ser mal vist estèticament i molt menys exitós que els invents anteriors.